# 阿布羅克斯巴赫河
51°57′3.39″N 8°12′18.93″E / 51.9509417°N 8.2052583°E

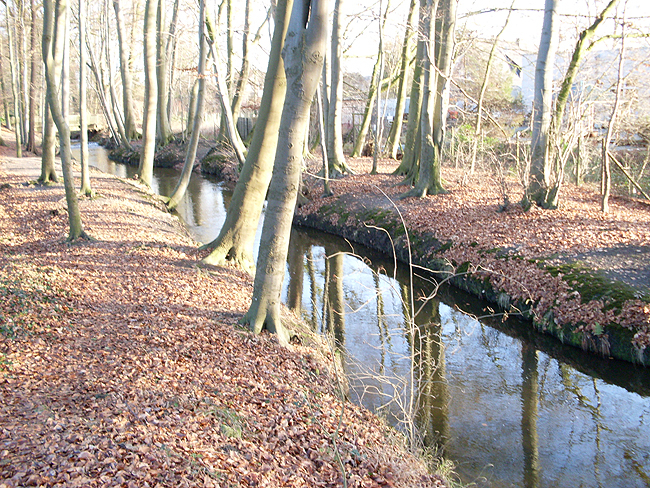

阿布羅克斯巴赫河（德語：Abrocksbach），是德國的河流，位於該國西部，處於北萊茵-威斯特法倫州，屬於埃姆斯河的右支流，河道全長17公里，流域面積70平方公里，發源自施泰因哈根以南，河口處在哈瑟溫克爾。